# Potres na Tajvanu 1972.
Potres na Tajvanu 1972. naziv je za potres koji je 24. travnja 1972., u 17:57 sati po lokalnom vremenu, pogodio područje općine Ruisui, s magnitude 7,2 Ms prema Američkom geološkom zavodu, odnosno 6,9 magnituda po Tajvanskom meteroološkom zavodu. Na području glavnoga grada Taipeia potres se osjetio slabijim intezitetom od 4 magnitude.  U potresu je poginulo pet osoba, a uništen su i Most u Ruisuiju i općinska vodovodna mreža.
Potres je uzrokovan vertikalnim pomicanjem rasjeda na granici Euroazijske i Filipinske ploče za 70 centimetara.